# Michael Salvatori
Michael Salvatori es un productor y compositor estadounidense. Es conocido por haber trabajado al lado de Martin O'Donnell en la realización de la banda sonora en la saga de Halo.

## Trayectoria
También ha trabajado en otras bandas sonoras cinematográficas y de varios videojuegos conocidos. Su trabajo fue incluido en todas las bandas sonoras de la saga de Halo que van desde Halo: Original Soundtrack hasta Halo: Reach Original Soundtrack, así como la saga de videojuegos Destiny y Destiny 2